# 三念寺
三念寺（さんねんじ）は、東京都文京区にある真言宗豊山派の寺院。山号は薬王山。

## 概要
文明4年（1472年）に、現在の千代田区五番町三年坂に当たる地で創建し、その後、現在地に移転した。

## 交通
- 鉄道
  - 本郷三丁目駅（東京メトロ丸ノ内線・都営地下鉄大江戸線）

## その他
- 御府内八十八箇所 - 第34番

## 周辺
- 本郷給水所公苑